# Макс Шмелинг: Боец Рейха
«Макс Шмелинг: Боец Рейха» (нем. Max Schmeling) — немецкий биографический фильм режиссёра Уве Болла. Фильм посвящён истории легендарной, отчасти и спорной, личности в мировом боксе.

## Сюжет

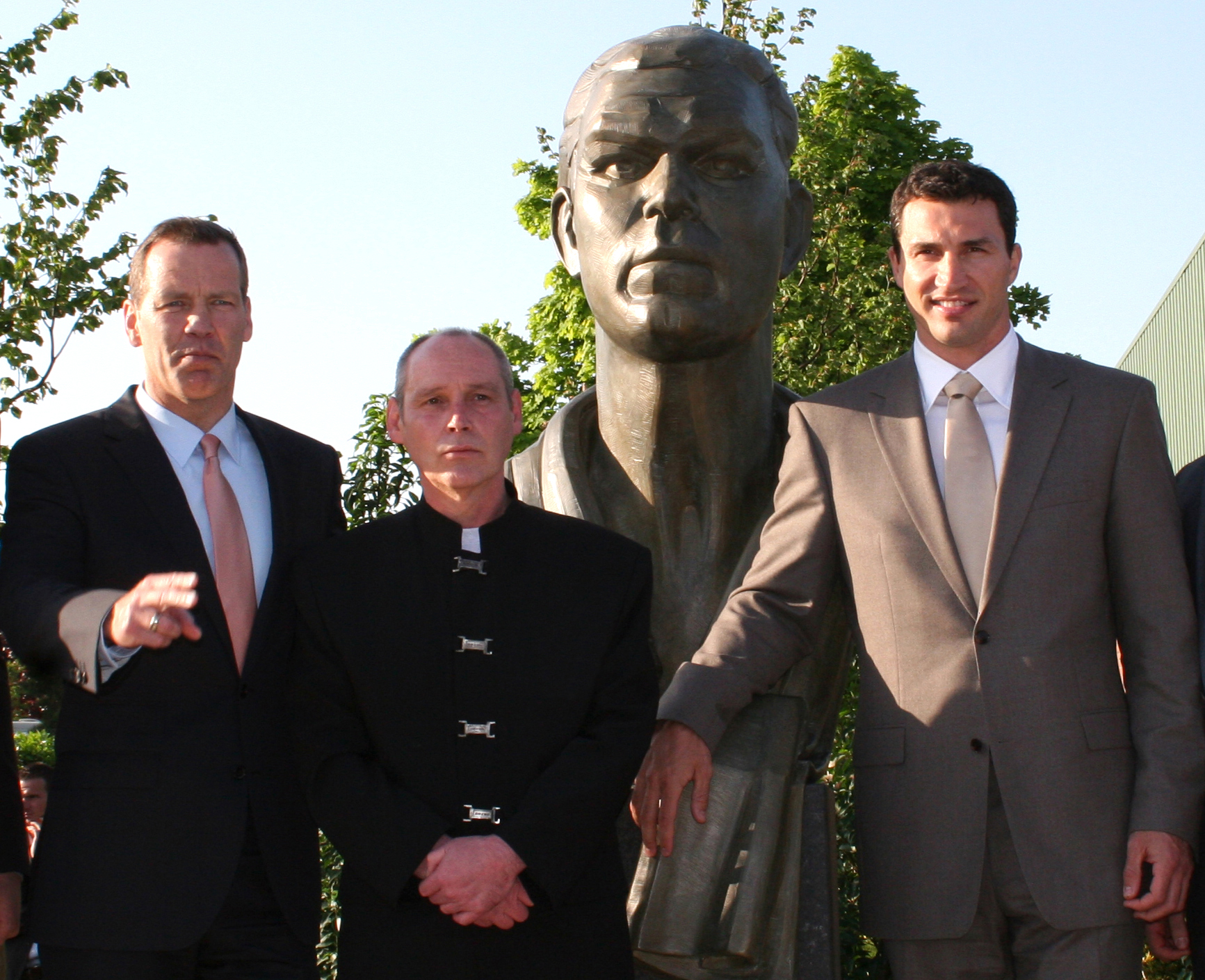
Генри Маске, Карстен Эггерс, Владимир Кличко на фоне монумента Макса Шмелинга. Холленштедт, май 2010 года

Фильм основан на биографии немецкого боксера Макса Шмелинга, который в 1930—1932 годах был чемпионом мира в тяжелом весе. Одна из интриг связана с тем, что расцвет карьеры Шмелинга пришёлся на время правления в стране нацистов. Боксер, помимо своей воли, стал символом режима.

## В ролях
| Актёр               | Роль                         |
| ------------------- | ---------------------------- |
| Генри Маске         | Макс Шмелинг                 |
| Сусанна Вуэст       | Анни Ондра                   |
| Хайно Ферх          | Макс Махон                   |
| Владимир Вайгль     | Джо Якобс                    |
| Йоан Пабло Эрнандес | Джо Луис                     |
| Детлеф Боте         | судья на ринге Артур Донован |
| Артур Абрахам       | Рихард Фогт                  |
| Штефан Гебельхоф    | Дэвид Льюин                  |
| Кристиан Карман     | адъютант Леманн              |
| Рольф Петер Каль    | Йозеф Геббельс               |
| Арвед Бирнбаум      | Ханс фон Чаммер унд Остен    |

## Главная роль
В роли Макса Шмелинга снялся боксёр Генри Маске. С его слов идея фильма возникла ещё при жизни Шмелинга, и великий чемпион сам выражал желание, чтобы его сыграл именно Маске. Кроме Маске, в фильме снимались и другие известные боксеры.